# ساندری ۹۳۷۴
سیارک ۹۳۷۴ (به انگلیسی: 9374 Sundre، نامگذاری:1993FJ46) نه هزار و سیصد و هفتاد و چهارمین سیارک کشف شده‌است که در ۱۹ مارس ۱۹۹۳ کشف شد.
قدر مطلق سیارک برابر ۱۴٫۶۰ است.